# 西阿知村
西阿知村（にしあちそん）は、岡山県浅口郡にあった村。現在の倉敷市の一部にあたる。

## 地理
高梁川の左岸に位置していた。

## 歴史
- 1889年（明治22年）6月1日、町村制の施行により、浅口郡西阿知村、西阿知新田が合併して村制施行し、西阿知村が発足[1][2]。旧村名を継承した西阿知、西阿知新田の2大字を編成[2]。
- 1902年（昭和35年）9月30日、浅口郡甲内村と合併し河内村を新設して廃止された[1][2]。合併後、河内村大字西阿知・西阿知新田となる[2]。

### 地名の由来
倉敷北部の生坂・西坂あたりを東阿智と称したのに対するもの。

## 産業
- 農業、花筵[2]

## 名所・旧跡
- 遍照院[2]